# Valeriana humboldtii
Valeriana humboldtii är en kaprifolväxtart som beskrevs av William Jackson Hooker och Arn. Valeriana humboldtii ingår i släktet vänderötter, och familjen kaprifolväxter. Inga underarter finns listade i Catalogue of Life.